# Беру (маркетплейс)
«Беру́» — маркетплейс, являвшийся совместным предприятием «Сбербанка» (до июня 2020 года) и «Яндекса». Базой для маркетплейса стал сервис «Яндекс.Маркет». В мае 2018 года было запущено открытое бета-тестирование площадки. Официальный запуск сервиса состоялся 24 октября 2018 года. Бренд перестал существовать 1 октября 2020 года, когда маркетплейс переехал в раздел «Покупки» на «Яндекс.Маркете».
По состоянию на июль 2020 года, аудитория сервиса составляла более 1 млн человек в месяц, а месячный оборот площадки составлял около 4 млрд руб.

## История
В августе 2017 года «Яндекс» и «Сбербанк» подписали договор о создании совместного предприятия на базе сервиса «Яндекс.Маркет», ориентированного на покупку и продажу товаров через интернет.
4 апреля 2018 года сделка была согласована Федеральной антимонопольной службой.
27 апреля 2018 года «Яндекс» и «Сбербанк» закрыли сделку по созданию совместного предприятия, стоимость которого оценивалась в 60 млрд рублей. Помимо создания и развития маркетплейса, сотрудничество предполагает еще два направления деятельности — развитие сегмента трансграничной онлайн-торговли и продолжение развития «Яндекс. Маркета».
21 мая 2018 года была запущена тестовая версия маркетплейса «Беру». В бета-версии было доступно около 25 тысяч позиций в шести категориях товаров (электроника, компьютерная и бытовая техника, дом и дача, детские товары, красота и здоровье, товары для животных). В июне число позиций достигло 50 тысяч.
Также в мае 2018 года на Петербургском международном экономическом форуме — 2018 было подписано соглашение с фармацевтической компанией «Протек», которое обеспечит появление лекарственных и других аптечных товаров в маркетплейсе «Беру».
До конца 2018 года планируется увеличить количество товарных позиций до 150 тысяч. Помимо лекарственных товаров, появятся товары повседневного спроса (FMCG), еда, одежда, книги, мебель, автозапчасти и т. д.
24 октября 2018 года состоялся официальный запуск маркетплейса. После выхода из бета-версии на сервисе появилась программа лояльности «Беру Бонусы».
4 декабря 2018 маркетплейс Беру открыл в Ростове-на-Дону свой первый собственный логистический комплекс.
До конца 2018 года на Беру открылись категории FMCG (товары повседневного спроса) , лекарства и БАДы и спорттовары.
11 апреля 2019 произошёл запуск сотрудничества  с продавцами по модели «дропшиппинг» (витрина + доставка), что позволило существенно расширить ассортимент. 
В мае 2019 года на Беру появилась возможность списывать баллы СПАСИБО от Сбербанка для оплаты заказов, а в июле стала доступна покупка товаров в кредит от Сбербанка, а также авторизация по СберID.
В ноябре 2019 года в подмосковном Софьино открылся третий фулфилмент-центр Беру (после первого ростовского и второго в подмосковном Томилино).
В 2019 году на маркетплейсе открылись категории «Товары для взрослых», «Алкоголь», «Книги», «Автотовары» и «Ювелирные украшения».
В сентябре 2020 года «Яндекс.Маркет» объявил о ребрендинге «Беру». 1 октября маркетплейс был перемещен в раздел «Покупки» на «Яндекс.Маркете» и перестал существовать как бренд. При этом «Беру Бонусы» сохранили свой функционал, но получили другое название — «Маркет Бонусы». Таким образом, «Яндекс.Маркет» стал площадкой как для сравнения и выбора товаров, так и для их покупки. Теперь их можно делать в разделе «Покупки», на карточке товара на «Маркете» или в приложении «Маркета».

## Деятельность
«Беру» — маркетплейс. Этот формат предполагает онлайн-площадку, на которой пользователи могут совершать покупки у нескольких продавцов. Владелец маркетплейса выступает посредником: размещает товары других компаний у себя на сайте и привлекает покупателей.
Товары на маркетплейсе могут принадлежать магазинам-партнерам или самому сервису. Магазины размещают информацию о своих товарах на маркетплейсе, пользуются логистическими услугами. Доставку осуществляют курьерские службы, с которыми маркетплейс заключил договор. Хранение товара обеспечивается через подрядчиков и на собственных складах маркетплейса. Помимо сайта сервис также доступен через приложения для устройств с Android и iOS.
Доставка с сайта «Беру» может быть бесплатной в некоторые регионы при определённой (2499 либо 5000 рублей, в зависимости от региона) стоимости заказа. Из опций доступны: доставка почтой, услуги курьера, либо можно забрать посылку в пункте самовывоза (от 99 до 1999 рублей, в зависимости от региона); в ряде регионов возможна и доставка крупногабаритного товара.

## Офис
Раньше сотрудники маркетплейса «Беру» («Яндекс.Маркет») работали в двух офисах: в бизнес-центре «Строганов» в деловом квартале «Красная роза» и коворкинге Workki напротив Музея Москвы.
Летом 2020 года офис «Яндекс.Маркета» переехал в бизнес-центр Lotte Plaza на Новом Арбате. Эта сделка стала одной из самых крупных на рынке коммерческой недвижимости в 2019 году.